# ユリアン・マンネス
ユリアン・マンネス（Jurjan Mannes 、1992年1月26日 - ）は、オランダ・フローニンゲン出身のプロサッカー選手。トゥヴェーデ・ディヴィジ・HHCハルデンベルフ所属。ポジションは、ミッドフィールダー。